# Cyle Larin
Cyle Larin, né le 17 avril 1995 à Brampton en Ontario, est un joueur international canadien de soccer qui évolue au poste d'attaquant au RCD Majorque.

## Biographie

### Jeunesse et formation
En 2007 à l'âge de 11 ans, Cyle Larin rejoint l'académie de soccer privée du Sigma FC. Il y achève sa formation en 2013 et rejoint l'Université du Connecticut. Il évolue alors en NCAA, le championnat universitaire américain, avec les Huskies. Il brille dès sa première saison inscrivant quatorze buts en vingt-trois matchs. Malgré les nombreux honneurs qu'il reçoit, Larin renonce à signer un contrat Génération Adidas de la MLS en 2014 pour rester à l'université. En 2014, il joue la saison inaugurale de la League1 Ontario avec le Sigma FC parallèlement à la saison de NCAA,.

### Carrière en club

#### Buteur majeur en MLS (2015-2017)
Le 8 janvier 2015, la Major League Soccer annonce officiellement que Larin a accepté un contrat Génération Adidas. Il est électionné en première position par le Orlando City SC une semaine plus tard lors du repêchage universitaire,.
Très en vue dès sa première saison en MLS où il inscrit dix-sept buts en saison régulière, et est devenu la première recrue à réussir deux tours du chapeau au cours d'une même saison en MLS. Il remporte le prix de la recrue de l'année dans la Major League Soccer,.
L'année suivante, il continue de marquer les esprits dans la ligue avec quatorze buts et attire l'attention de plusieurs formations européennes à l'été 2016 avec notamment le Benfica. La rumeur est démentie par le club deux jours plus tard. En mars 2017, Everton prononce un intérêt certain pour l'international canadien,, avant que Leeds United ne rentre dans le jeu des négociations au mois de septembre suivant.

#### Premiers pas en Europe avec Beşiktaş (2018-2022)
Finalement, à l'issue de la saison 2017, Orlando City accepte de discuter avec des équipes étrangères pour des offres de transfert. Mais lorsque le Beşiktaş annonce avoir recruté Cyle Larin le 13 janvier 2018, la franchise floridienne conteste tout transfert, affirmant que son joueur est toujours son contrat jusqu'à la saison 2019. Au premier jour du camp d'entraînement du Orlando City SC, il ne se présente pas alors que son club réitère le contrat les liant. Ce n'est que le 30 janvier suivant que cet imbroglio prend fin quand Orlando City et le Beşiktaş trouve un accord pour le transfert de Larin,.

#### Échec au Club Bruges (2022-2023)
Libre de tout contrat, Cyle Larin signe un contrat de trois ans — soit jusqu’en juin 2025 — avec le Club Bruges et rejoint son compatriote canadien Tajon Buchanan le 4 juillet 2022,.

#### Relance au Real Valladolid (2023)
À la peine avec un peu plus de 200 minutes jouées avec le Club Bruges, Cyle Larin est prêté jusqu'au terme de la saison 2022-2023 au Real Valladolid en Liga le 24 janvier 2023.
Le 26 juin 2023, le Real Valladolid décide d'activer son option d'achat pour le transfert définitif de Larin, désormais lié au club jusqu'en 2025. Le club, pour qui il a inscrit huit buts et délivré trois passes décisives en dix-neuf matchs de Liga, vient d'être relégué en Segunda División après avoir fini la saison à la dix-huitième place du championnat,. Pourtant, son futur à Valladolid est sujet à spéculation en raison de la descente du club, et certaines équipes de Liga telles que le RCD Majorque ou le Valence CF se montrent intéressées par le joueur, alors que sa clause de départ est fixée à quarante millions d'euros.

#### RCD Majorque (depuis 2023)
Alors que les rumeurs d'un départ du Real Valladolid se font de plus en plus concrètes après la relégation du club, la signature de Larin au RCD Majorque, autre club espagnol, est officialisée le 3 août 2023. Le transfert est d'un montant de 7,5 millions d'euros pour un contrat de cinq ans. Le buteur canadien, qui reste donc en Liga, se dit « impatient de commencer avec l'équipe, de rencontrer les fans et de commencer à marquer des buts ».

### Carrière internationale
À la suite de ses performances remarquées en NCAA, Larin est appelé par Benito Floro en janvier 2014 pour le camp d'entrainement de la sélection nationale canadienne en Floride. Il célèbre sa première sélection contre la Bulgarie le 23 mai 2014 lors d'un match amical (1-1).
En janvier 2015, il est sélectionné pour disputer le Championnat CONCACAF des moins de 20 ans en Jamaïque.
Le 1er juillet 2021, il est retenu dans la liste des vingt-trois joueurs canadiens sélectionnés par John Herdman pour disputer la Gold Cup 2021.
Le 16 novembre 2021, lors du match contre le Mexique, il réalise un doublé pour une victoire historique (2-1). Grâce à ce doublé, il égale le record de buts de Dwayne De Rosario (22 buts),,. Le 30 janvier 2022, il dépasse ce record en marquant par une fois au Tim Hortons Field contre les États-Unis lors de ces mêmes éliminatoires, inscrivant ainsi son 23e but (victoire 2-0),,.
Le 13 novembre 2022, il est sélectionné par John Herdman pour participer à la Coupe du monde 2022.

## Statistiques

### Statistiques en club
| Saison                | Club                    | Championnat           | Championnat | Championnat | Championnat | Coupe(s) nationale(s) | Coupe(s) nationale(s) | Coupe(s) nationale(s) | Supercoupe | Supercoupe | Supercoupe | Compétition(s) continentale(s) | Compétition(s) continentale(s) | Compétition(s) continentale(s) | Compétition(s) continentale(s) | Total | Total | Total |
| Saison                | Club                    | Division              | M.          | B.          | P.d.        | M.                    | B.                    | P.d.                  | M.         | B.         | P.d.       | Comp.                          | M.                             | B.                             | P.d.                           | M.    | B.    | P.d.  |
| 2015                  | Orlando City            | MLS                   | 27          | 17          | 1           | 1                     | 1                     | 0                     | -          | -          | -          | -                              | -                              | -                              | -                              | 28    | 18    | 1     |
| 2016                  | Orlando City            | MLS                   | 32          | 14          | 4           | 1                     | 0                     | 0                     | -          | -          | -          | -                              | -                              | -                              | -                              | 33    | 14    | 4     |
| 2017                  | Orlando City            | MLS                   | 28          | 12          | 3           | -                     | -                     | -                     | -          | -          | -          | -                              | -                              | -                              | -                              | 28    | 12    | 3     |
| Sous-total            | Sous-total              | Sous-total            | 87          | 43          | 8           | 2                     | 1                     | 0                     | -          | -          | -          | -                              | -                              | -                              | -                              | 89    | 44    | 8     |
| 2017-2018             | Beşiktaş JK             | Süper Lig             | 4           | 4           | 0           | 0                     | 0                     | 0                     | -          | -          | -          | -                              | -                              | -                              | -                              | 4     | 4     | 0     |
| 2018-2019             | Beşiktaş JK             | Süper Lig             | 12          | 1           | 0           | -                     | -                     | -                     | -          | -          | -          | C3                             | 10                             | 3                              | 2                              | 22    | 4     | 2     |
| 2019-2020             | SV Zulte Waregem (prêt) | Pro League            | 29          | 7           | 10          | 4                     | 2                     | 1                     | -          | -          | -          | -                              | -                              | -                              | -                              | 33    | 9     | 11    |
| 2020-2021             | Beşiktaş JK             | Süper Lig             | 38          | 19          | 6           | 5                     | 3                     | 0                     | -          | -          | -          | C1+C3                          | 1+1                            | 1+0                            | 0                              | 45    | 23    | 6     |
| 2021-2022             | Beşiktaş JK             | Süper Lig             | 29          | 7           | 1           | 3                     | 0                     | 0                     | 1          | 0          | 0          | C1                             | 5                              | 1                              | 0                              | 38    | 8     | 1     |
| Sous-total            | Sous-total              | Sous-total            | 83          | 31          | 7           | 8                     | 3                     | 0                     | 1          | 0          | 0          | -                              | 17                             | 5                              | 2                              | 109   | 39    | 9     |
| 2022-2023             | Club Bruges             | Pro League            | 9           | 1           | 0           | 2                     | 0                     | 0                     | 1          | 0          | 0          | C1                             | 1                              | 0                              | 0                              | 13    | 1     | 0     |
| 2022-2023             | Real Valladolid (prêt)  | Liga                  | 19          | 8           | 3           | -                     | -                     | -                     | -          | -          | -          | -                              | -                              | -                              | -                              | 19    | 8     | 3     |
| 2023-2024             | RCD Majorque            | Liga                  | 35          | 3           | 2           | 7                     | 4                     | 1                     | -          | -          | -          | -                              | -                              | -                              | -                              | 42    | 7     | 3     |
| 2024-2025             | RCD Majorque            | Liga                  | 32          | 7           | 2           | 1                     | 0                     | 0                     | 1          | 0          | 0          | -                              | -                              | -                              | -                              | 34    | 7     | 2     |
| Sous-total            | Sous-total              | Sous-total            | 67          | 10          | 4           | 8                     | 4                     | 1                     | 1          | 0          | 0          | -                              | -                              | -                              | -                              | 76    | 14    | 5     |
| Total sur la carrière | Total sur la carrière   | Total sur la carrière | 294         | 100         | 32          | 24                    | 10                    | 2                     | 3          | 0          | 0          | -                              | 18                             | 5                              | 2                              | 339   | 115   | 36    |

## Palmarès
Beşiktaş JK
- Champion de Turquie en 2021
- Vainqueur de la Coupe de Turquie en 2021
- Vainqueur de la Supercoupe de Turquie en 2021

 Club Bruges
- Vainqueur de la Supercoupe de Belgique en 2022